# زبابة لاكسمان
زبابة لاكسمان (الاسم العلمي: Sorex caecutiens) (بالإنجليزية: Laxmann's Shrew)‏ هي نوع من الثدييات يتبع جنس الزبابة من الفصيلة الزبابات.